# Enora

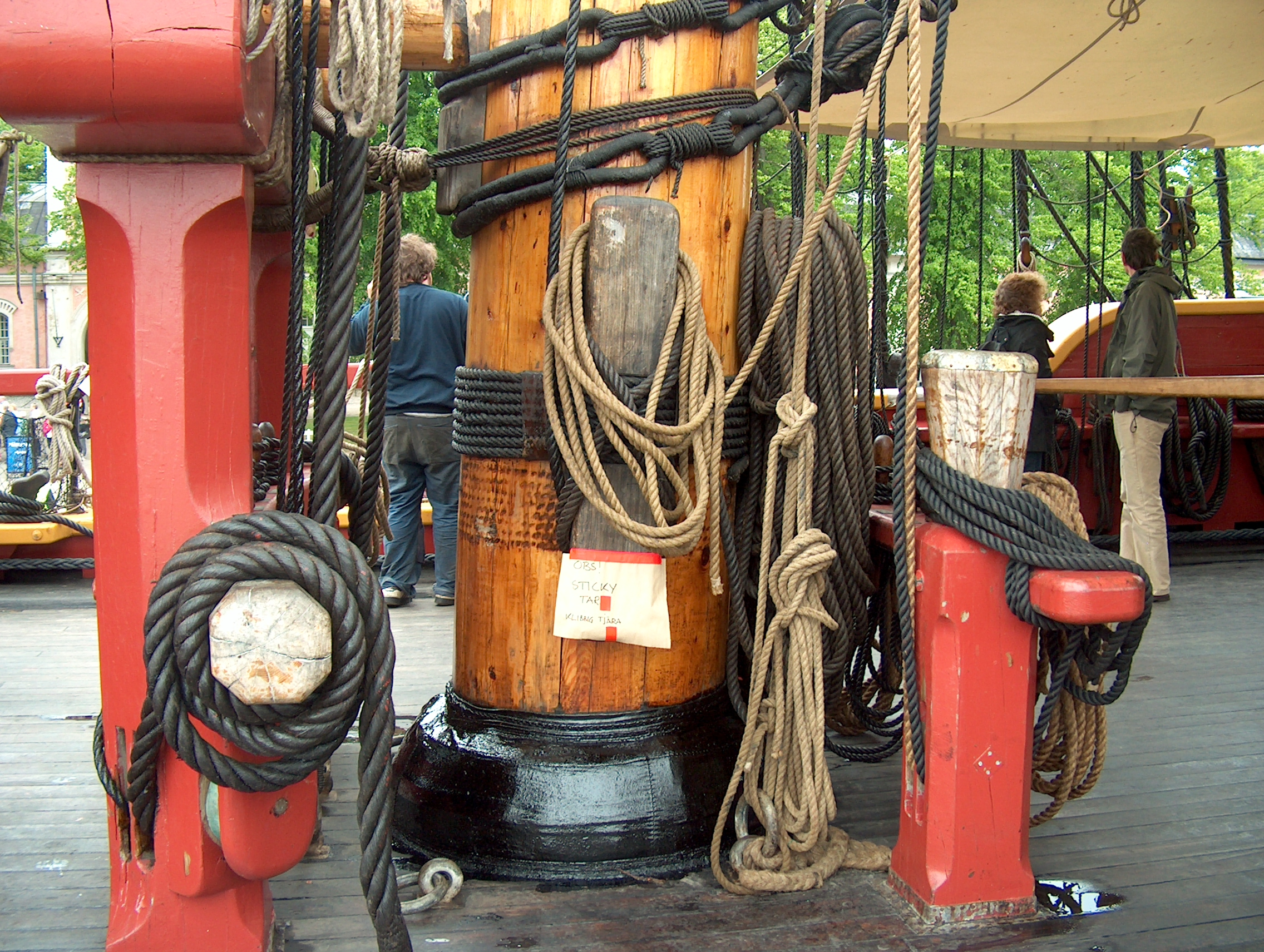
A enora de um mastro do Götheborg (coberta por uma manga a preto).

Enora é a abertura por onde o mastro passa pelo convés e cobertas, ou nas embarcações miúdas pelos bancos, para alcançarem a carlinga.